# 生活空間
生活空間（せいかつくうかん）とは心理学用語の一つ。これはドイツの心理学者であるクルト・レヴィンによって提唱された概念である。
人間の行動とは、その時々の状況によって定まるということであり、それは人間や環境や条件などによって力学的に体系化されているということである。このようにして構成されている人間が生活を営む領域のことを生活空間という。人間が社会生活において不安を持っていたり、また社会において円滑な関係が築かれていない場合には、その人間の生活空間に問題点があると言え、社会問題に関しても生活空間というのは研究されている事柄である。大学においても生活空間を教育研究することを目的とした組織が置かれている所が存在しており、たとえば三大学連合には生活空間研究コースが置かれている。